# Кавабэ, Мана
Мана Кавабэ (яп. 河辺 愛菜 Кавабэ Мана, ромадзи: Mana Kawabe; род. 31 октября 2004, Нагоя, Япония) — японская фигуристка, выступающая в одиночном катании. Серебряный призёр этапа Гран-при NHK Trophy (2021), бронзовый призёр этапа Гран-при Grand Prix Espoo (2022), участница зимних Олимпийских игр (2022).
По состоянию на 16 декабря 2023 года занимает 27-е место в рейтинге Международного союза конькобежцев.

## Спортивная карьера
Кататься начала в 2009 году.

### Сезон 2019—2020
Дебют на международном юниорском уровне состоялся в 2019 году на этапе юниорского Гран-при в США, где она заняла пятое место. На этапе в Хорватии улучшила результат до четвёртой строчки.
Выиграла юниорский национальный чемпионат сезона 2019—2020. В произвольной программе выполнила свой первый официально подтверждённый тройной аксель. После этой победы была выбрана представлять Японию на юношеских Олимпийских играх 2020 года и чемпионате мира среди юниоров 2020 года. Также она была приглашена на взрослый национальный чемпионат сезона 2019—2020.
На национальном чемпионате Японии финишировала 13-й, при этом в произвольной программе Кавабэ приземлила тройной аксель.
На юношеской Олимпиаде добилась своих лучших результатов как в короткой, так и в произвольной программах, однако допустила ошибки при выполнении тройного акселя и тройного лутца, и в результате заняла четвёртое место. На юниорском чемпионате заняла только одиннадцатую строчку.

### Сезон 2020—2021
Взрослый дебют Кавабэ состоялся на турнире NHK Trophy 2020, в котором из-за пандемии COVID-19 участвовали в основном японские фигуристы. Кавабэ по результатам шестое место. Она попыталась выполнить тройной аксель, но он был недокручен. На национальном чемпионате Японии она также заняла шестую строчку.

### Сезон 2021—2022
Первоначально она не должна была принимать участие в турнирах серии Гран-при, однако после снятия Алексии Паганини с Skate Canada International 2021 ей на замену была назначена Кавабэ. В короткой программе заняла последнее двенадцатое место, шестое в произвольной и девятое по сумме баллов. В произвольной программе приземлила тройной аксель, который впрочем техническая команда сочла недокрученным на четверть оборота. Установила личный рекорд в произвольной программе и по сумме баллов.

## Спортивные достижения
| Соревнования                       | 19/20         | 20/21         | 21/22         | 22/23         | 23/24         |
| Международные                      | Международные | Международные | Международные | Международные | Международные |
| ---------------------------------- | ------------- | ------------- | ------------- | ------------- | ------------- |
| Олимпийские игры                   |               |               | 23            |               |               |
| Чемпионат мира                     |               |               | 15            |               |               |
| Этап Гран-при. Финляндия           |               |               |               | 3             | 9             |
| Этап Гран-при. Франция             |               |               |               | 6             |               |
| Этап Гран-при. NHK Trophy          |               | 6             | 2             |               |               |
| Этап Гран-при. Skate Canada        |               |               | 9             |               |               |
| Этап Гран-при. Skate America       |               |               |               |               | 8             |
| U.S. Classic                       |               |               |               | 3             |               |
| Challenge Cup                      |               |               |               | 3             |               |
| Международные командные            |               |               |               |               |               |
| Japan Open                         |               |               | 2             |               |               |
| Международные среди юниоров        |               |               |               |               |               |
| Чемпионат мира среди юниоров       | 11            |               |               |               |               |
| Юношеские Олимпийские игры         | 4             |               |               |               |               |
| Этап юниорского Гран-при: Хорватия | 4             |               |               |               |               |
| Этап юниорского Гран-при: США      | 5             |               |               |               |               |
| Национальные                       |               |               |               |               |               |
| Чемпионат Японии                   | 13            | 6             | 3             | 9             | 13            |
| Чемпионат Японии среди юниоров     | 1             |               |               |               |               |